# Leptonema viridanum
Leptonema viridanum – gatunek chruścika z rodziny wodosówkowatych.

## Taksonomia
Gatunek opisany został w 1916 roku przez Longinosa Navása.

## Opis
Głowa jasna, żółtawa, żółto owłosiona. Tułów żółty, lekko zielono zabarwiony. Odwłok żółty z lekkim zielonym zabarwieniem, żółto owłosiony. Skrzydła przejrzyste, błyszczące, o jasnym użyłkowaniu. Odnóża żółte, żółto owłosione.

## Rozprzestrzenienie
Gatunek neotropikalny, wykazany z Argentyny, Paragwaju, Kolumbii, Ekwadoru, Peru, Boliwii, Gujany, Wenezueli oraz brazylijskich stanów Mato Grosso, Distrito Federal, Goiás, Rio de Janeiro i Pará.